# Afarska depresija
11° 30′ 00″ С; 41° 00′ 00″ И / 11.500° С; 41.000° И
Afarska depresija (zvana i Danakilska depresija ili Afarski trokut) je geološka depresija, pored Roga Afrike, deo Velike rasedne doline (Great Rift Valley). Afarska depresija prostire se od Eritreje, Regije Afar u Etiopiji do Džibutija. 
Afarska depresija je svetski poznata po pronađenim fosilnim ostatcima prvih Hominina u srednjem toku rijeke Avaš, kao i po nalazištu Gona, na kojem je pronađeno najstarije kameno oruđe i po nalazištu Hadar, na kojem je pronađen fosilni ostatak australopiteka Lucy.
Unutar Afarske depresije prostire se Danakilska pustinja sa najnižom tačkom u celoj Africi, jezerom Asal u Džibutiju koje leži na 155 m ispod visine mora. Jedina rijeka koja teče kroz ovaj kraj je Avaš, ona završava svoj tok u lancu slanih jezera u Danakilskoj pustinji. Deo Afarske depresije Dalol u Etiopiji je jedno od najvrućijih esta na zemlji, s izmerenom temperaturom u hladu od rekordnih 64.4 °C. Temperatura u Danakilskoj depresiji varira od ugodnih 25 °C za kišne sezone (septembar–mart) do 48 °C za sušne sezone (mart–septembar). 

## Geografija i klima
Niže delove Afarske depresije karakteriše enormna vrućina i suša. Kiša ne pada gotovo nikad, prosečno za godinu padne samo 100 do 200 milimetara kiše, količine se smanjuju uz obale Crvenog mora. Kotlina rijeke Avaš, koja teče u pravcu sever-istok u južnom Afaru, je jedina zelena traka u Afarskoj depresiji, uz koju se smestila flora i fauna. Na oko128 kilometara od Crvenog mora, reka Avaš završava svoj tok u lancu slanih jezera, koja strahovito brzo isparavaju na velikoj vrućini. Čak oko 1200 km² teritorije Afarske depresije pokriveno je sa solju, eksploatacija te soli i njena daljnja prodaja karavanama po Etiopskoj visoravni jedan je od najvažnijih prihoda afarskih plemena.
Biom Afarske depresije je pustinjski, sa vegetacijom tipičnom za sušne krajeve, otporne biljke kao što su mala stabla Dracene, grmlje i retka trava. Depresijom lutaju brojni biljojedi; Grevijeve zebre, gazele, antilope i značajan broj poslednjih preostalih Afričkih divljih magaraca (Equus africanus somalicus). Od ptica ima nojeva, endemskih Škrjanaca (Heteromirafra archeri), Sekretara, arapskih Drofinija, Abesinske zlatovranke i Frankolina. U južnom delu Afarske depresije u Etiopiji nalazi se Rezervat prirode Mile-Sardo, osnovan 1973. godine.

## Geologija
Afarska depresija nastala je kao posledica sudara tektonskih ploča koje prave Crveno more i Adenski zaliv i koje se na tom delu sudaraju s Istočnoafričkom pločom. Centralna tačka gde se te tri ploče sudaraju je kod Jezera Abe. 
Kod Afarske depresije se zemljina kora polako rasjeda po stopi od 1-2 cm godišnje, na svakoj od tri pukotine koje prave "nogu" od trostrukog spajanja. Neposredna posledica toga su brojni potresi (kao onaj krajem 2005) i vulkanska aktivnost, nakon kojih se pojavljuju po stotinu metara duge pukotine i propadanja terena po 100 metara.
Geolozi predviđaju da će za milion godina, Crveno more poplaviti Afarsku depresiju, a za oko 10 miliona godina, predviđaju da će celom dužinom Doline velike rasjeline (Great Rift Valley) celi taj deo od 6000 km Istočne Afrike biti potopljen, tako će se oformiti novo more, veliko kao što je to danas Crveno more.
Površina Afarske depresije je sastavljena od lave, uglavnom bazaltnih stena. Jedni od najvećih aktivnih vulkana na Zemlji Erta Ale i Dabahu nalaze se ovde.

## Literatura
- Barberi, F.; Borsi, S.; Ferrara, G.; Marinelli, G.; Santacroce, R.; Tazieff, H.; Varet, J. (1972). "Evolution of the Danakil Depression (Afar, Ethiopia) in Light of Radiometric Age Determinations". Journal of Geology 80 (6): str. 720–729
- Beyene, Alebachew; Abdelsalam, Mohamed G. (2005). "Tectonics of the Afar Depression: A review and synthesis". Journal of African Earth Sciences 41 (1–2): str. 41–59.

## Spoljašnje veze
- Regija Afar, klima i topografija (језик: енглески)
- Fotografije vulkana Erta Ale i gejzira kod Dalola i Danakila (језик: француски)
- Kolekcija od 3000 fotografija raznih ekspedicija po Afarskoj depresiji Архивирано на веб-сајту  (22. октобар 2020) (језик: немачки)
- Fotografije Afarske depresije između Etiopije i Džibutija (језик: француски)
- Talijanski portal posvećen Etiopskoj depresiji (језик: енглески)